# Lespedeza wilfordii
Lespedeza wilfordii är en ärtväxtart som beskrevs av Percy Leroy Ricker. Lespedeza wilfordii ingår i släktet Lespedeza och familjen ärtväxter. Inga underarter finns listade i Catalogue of Life.